# Ванг Хан (скакачица у воду)
Ванг Хан (кин: 王涵; пинјин: Wáng Hàn; Баодинг, 24. јануар 1991) елитна је кинеска скакачица у воду чија специјалност су скокови са даске са висина од једног и три метра.
Вангова је чланица сениорске репрезентације Кине од 2008. године, а прву значајнију сениорску медаљу освојила је на националном првенству 2009. године (бронзу у синхроним скоковима са даске). У пару са Ши Тингмао освојила је златну медаљу на Азијским играма у Гуангџоу 2010. године. На светским првенствима освојила је 6 медаљ4 (два злата, три сребра и бронзу).

## Медаље
Светско првенство
- | Шангај 2011. | даска 1 метар
- | Барселона 2013. | даска 3 метра
- | Барселона 2013. | даска 1 метар
- | Казањ 2015. | даска 3м микс (у пару са Јанг Хаом)

Азијске игре
- | Гуангџоу 2010. | даска 3 метра синхронизовано (у пару са Ши Тингмао)